# آيونيا رولين ويبر
كانت آيونيا رولين ويبر (1872–1953) طبيبة نسائية أمريكية وعاملة في مجال التوعية بالصحة العامة. تخرجت عام 1903 من كلية الطب بجامعة هوارد، وكانت واحدة من قلائل من الطبيبات الأمريكيات من أصول أفريقية في جيلها. خلال منتصف العشرينات، عملت في مكتب الولايات المتحدة للأطفال، شمل عملها هناك السفر إلى الجنوب الريفي وتدريب القابلات على استخدام تقنيات الولادة المعقمة وتسجيل الولادات.
خلال الوقت الذي كانت فيه دور رعاية الأمهات العازبات للنساء البيض فقط، فتحت منزلها للأمهات العازبات الملونات. في النهاية، وبفضل التبرعات، أنشأت دارًا منفصلةً لعملها مع هؤلاء النسوة، والذي لا يزال يحمل اسمها.

## نشأتها والتعليم
كان والدا ويبر من عائلات أمريكية من أصل أفريقي حصلا على حريتهما قبل الحرب الأهلية. انتقل والدها، المحامي ويليام جيمس ويب، من فيلادلفيا إلى كارولينا الجنوبية بعد الحرب الأهلية، ليصبح أحد أول القضاة السود في عصر إعادة الإعمار في ولاية كارولينا الجنوبية. تزوج من فرانسيس آن رولين في بيافورت، كارولينا الجنوبية. أنجب الزوجان خمسة أطفال؛ كان آيونيا طفلهما الثالث. نتيجةً للخلاف الزوجي، خلال ثمانينيات القرن التاسع عشر انتقلت فرانسيس مع أطفالها إلى واشنطن العاصمة، حيث نشأت آيونيا بين الطبقة الوسطى السوداء المزدهرة في المدينة.
تخرجت آيونيا رولين ويبر من كلية الطب في جامعة هوارد عام 1903، وكانت واحدة من أربع نساء في صفها.

## العمل المهني
اقترضت ويبر المال وعملت كمدرسة كي يساعدها في تعليمها، لأن والدتها توفت قبل أن تكمل كلية الطب. في عام 1911، بدأت عيادتها الخاصة في جادة فلوريدا 511، حيث قبلت مرضى من الإناث فقط.
بين عامي 1921 و 1929، عملت الدكتورة ويبر لصالح مكتب الولايات المتحدة للأطفال، الذي وظفها للسفر عبر الجنوب الريفي لتعليم القابلات. عندما عادت إلى واشنطن، التحقت بطاقم قسم الولادة في مستشفى فريدمان.

## العمل الخيري
بعد علاج العديد من الأمهات العازبات، بدأت الدكتورة ويبر في تقديم غرف في منزلها لبعض هؤلاء الشابات. في عام 1931، نظمت مجموعة خيرية بالتعاون مع سبع نساء أخريات من كنيسة سانت لوقا إيه إم إي، ناديذا ليند- إيه- هاند، الذي جمع الأموال لدعم الأمهات العازبات الأمريكيات من أصل أفريقي.
اشترت في عام 1931، وبدعم من النادي، 3.5 فدانًا (1.4 هكتارًا) من الأراضي في الجزء الشمالي الغربي من واشنطن العاصمة، حيث فتحت منزل آيونيا. آر.ويبر للأمهات العازبات، والذي يقدم الخدمات للشابات بغض النظر عن عرقهن. استمرت الدكتورة ويبر بإدارة المنزل حتى أوائل الخمسينيات. حتى الستينيات من القرن الماضي، عندما ألغت مرافق مماثلة كانت مخصصة للبيض العزل العنصري، كان منزل رعاية الأمومة الوحيد في المدينة الذي قبل الشابات الأمريكيات من أصل أفريقي. انتقل في عام 1955 إلى موقع مختلف، وما يزال يعمل حتى اليوم.

## أواخر حياتها
في أواخر حياتها، انتقلت الدكتورة ويبر إلى نيويورك، حيث عاشت مع أقاربها في ساراتوغا سبرينغس وفي مدينة نيويورك. توفيت في مستشفى هارلم في 13 أبريل عام 1953، ودُفنت في مقبرة كولمباريوم في محرقة فريش بوند.